# Contea di Morrill
La contea di Morrill (in inglese Morrill County) è una contea dello Stato del Nebraska, negli Stati Uniti. La popolazione al censimento del 2000 era di 5 440 abitanti. Il capoluogo di contea è Bridgeport.